# روفوس فرينش
روفوس فرينش (بالإنجليزية: Rufus French)‏ هو لاعب كرة قدم أمريكية أمريكي، ولد في 15 مارس 1978.

## وصلات خارجية
- روفوس فرينش على موقع كلية كرة القدم في سبورتس رفرنس.كوم (الإنجليزية)